# Stanislaus Paysama
Stanislaus Paysama († 1985) war einer der Gründer der Liberal Party im Anglo-Ägyptischen Sudan wenige Jahre bevor der Sudan 1956 seine Unabhängigkeit errang.

## Leben

### Jugend
In seiner Autobiographie How a Slave Became a Minister („Wie ein Sklave Minister wurde“) beschreibt er, wie er in das Volk der Fur in Süd-Darfur hineingeboren wurde. Er wurde um 1904 von Sklavenfängern der Baggara entführt, nach Kafia Kingi gebracht, wo er von einem professionellen Sklavenhändler der Fur erneut entführt wurde. Später wurde er befreit und nach Wau gebracht (heute: Western Bahr el Ghazal), wo er eine Ausbildung erhielt, zum Christentum konvertierte und eine Anstellung als Angestellter in der britischen Administration. Zwischen 1933 und 1943 arbeitete er in Rumbek und Yirol.

## Politik
Stanislaus Paysama war der erste Präsident des Southern Sudan Welfare Committee, welches im November 1946 in Juba gegründet worden war.
Innerhalb weniger Monate hatte das Komitee Zweigstellen in Malakal, Wau und anderen Städten des Südens gegründet.
Das ursprüngliche Ziel war es eine „soziale Gesellschaft“ aus Angestellten und Buchhaltern zu gründen, aber das Komitee übernahm bald eine politische Rolle und engagierte sich aktiv für die Förderung der Sache des Südens.
1951 war er zusammen mit Abdul Rahman Sule und Buth Diu Mitbegründer des Southern Sudanese Political Movement (Südsudanesische Politische Bewegung). Die Partei wurde später in „Southern Party“ und dann in „Liberal Party“ umbenannt. Ab 1953 waren die Parteiführer Benjamin Lwoki - Vorsitzender, Stanislaus Paysama - Stellvertretender Vorsitzender, Buth Diu - Generalsekretär und Abdel Rahman Sule - Schirmherr der Partei.
Ziel war es, auf die vollständige Unabhängigkeit des Sudan hinzuarbeiten, wobei der Süden besonders behandelt werden sollte. Die Partei wurde 1953 offiziell registriert. Zunächst hatte sie breite Unterstützung von der Intelligentsia und der Mehrheit der Bevölkerung im Süden Sudans.
Bei den Wahlen zur Übergangsregierung vor der Unabhängigkeit 1953 schnitt die Partei gut ab. Die großen religiösen Parteien jedoch, die National Umma Party (ar.: حزب الأمة القومي‎, Hizb al-Umma al-qawmmy; en.: Nation Party) und die National Unionist Party (NUP, heute: Democratic Unionist Party - DUP; ar.: الحزب الإتحادي الديموقراطي‎, al-Hizb al-Ittihadi al-Dimuqrati), brauchten beide die Unterstützung der Südstaatler, um eine Regierung zu bilden, aber die Südstaatler schafften es nicht, geeint zu bleiben. Viele Mitglieder wechselten zu anderen Parteien, wodurch sich die Größe der Liberalen Partei auf 20 bis 25 Mitglieder reduzierte. Paysama sagte, dass die Liberalen fast den Trumpf in der Hand hätten, aber „das Geld war da, eine große Menge Geld, von der Regierung und der Umma-Partei, und jedes Mal, wenn Abstimmungen kamen, werden die ‚Südpolitiker‘ auf diese Weise zerstört.“
Stanislaus Paysama war einer der drei Minister aus dem Süden des Sudan, welche nach der Unabhängigkeit 1956 in die Regierung gewählt wurden. Wenige Monate später wurde er entlassen und auf Subversion angeklagt, was bedeutete, dass er dazu aufgerufen hatte, eine föderale Struktur mit einem gewissen Grad an Autonomie für den Süden zu schaffen.

## Spätere Jahre
Das sudanesische Parlament (المجلس التشريعي السوداني‎, Al-Maǧlis al-Ttašriyʿiy) wurde im November 1958 nach einem Militärputsch von General Ibrahim Abbud aufgelöst. Stanislaus Paysamas Südfront arbeitete während des Militärregimes im Untergrund. Nach gewalttätigen Unruhen im Jahr 1964 löste Abbud den Obersten Rat der Streitkräfte auf und ernannte im November 1964 eine Übergangsregierung. Die Wahlen waren für April 1965 geplant. Die Südfront unter Payasama trat bei den Wahlen im Süden zusammen mit der Sudan African National Union (SANU) unter Führung von William Deng an.
Stanislaus Paysama riet Deng keine neue Partei zu bilden, sondern sich mit der Southern Front zusammenzuschließen um die Liberal Party neuzubeleben, welche noch immer weitverbreite Unterstützung genoss. Deng ließ seine Kandidaten der SANU jedoch in den Wahlen unabhängig antreten.